# I Германский легион
I Германский легион (лат. Legio I Germanica) — римский легион эпохи республики и империи.
Был сформирован, по наиболее распространённой версии, в 48 году до н. э. по приказу Гая Юлия Цезаря для войны с Гнеем Помпеем Великим. В последней трети I века до н. э. воевал с кантабрами в Испании. Позднее легион был передислоцирован в Германию и принимал участие во многих конфликтах на рейнской границе.
Легион был расформирован Веспасианом после Батавского восстания в 70 году. Большая часть подразделения влилась в состав VII Парного легиона. Эмблемой I Германского легиона, по всей видимости, являлся телец.

## История легиона

### Основание
Существует несколько теорий касательно основания данного легиона. Наиболее часто встречается версия, что легион был сформирован Гаем Юлием Цезарем специально для участия в гражданской войне против Гнея Помпея Великого в 48 году до н. э. Согласно другой гипотезе, легион был сформирован консулом Гаем Вибием Пансой Цетронианом в 43 году до н. э. Во всяком случае, как считает немецкий историк Теодор Моммзен, I Германский легион уже существовал ко времени реорганизации римской армии императором Октавианом Августом. Кроме того, по мнению Моммзена, после поражения в Тевтобургском лесу Август расформировал легион, но затем практически сразу же после этого воссоздал. Предположительно, подразделение было изначально сформировано из жителей Рима.

### Боевой путь

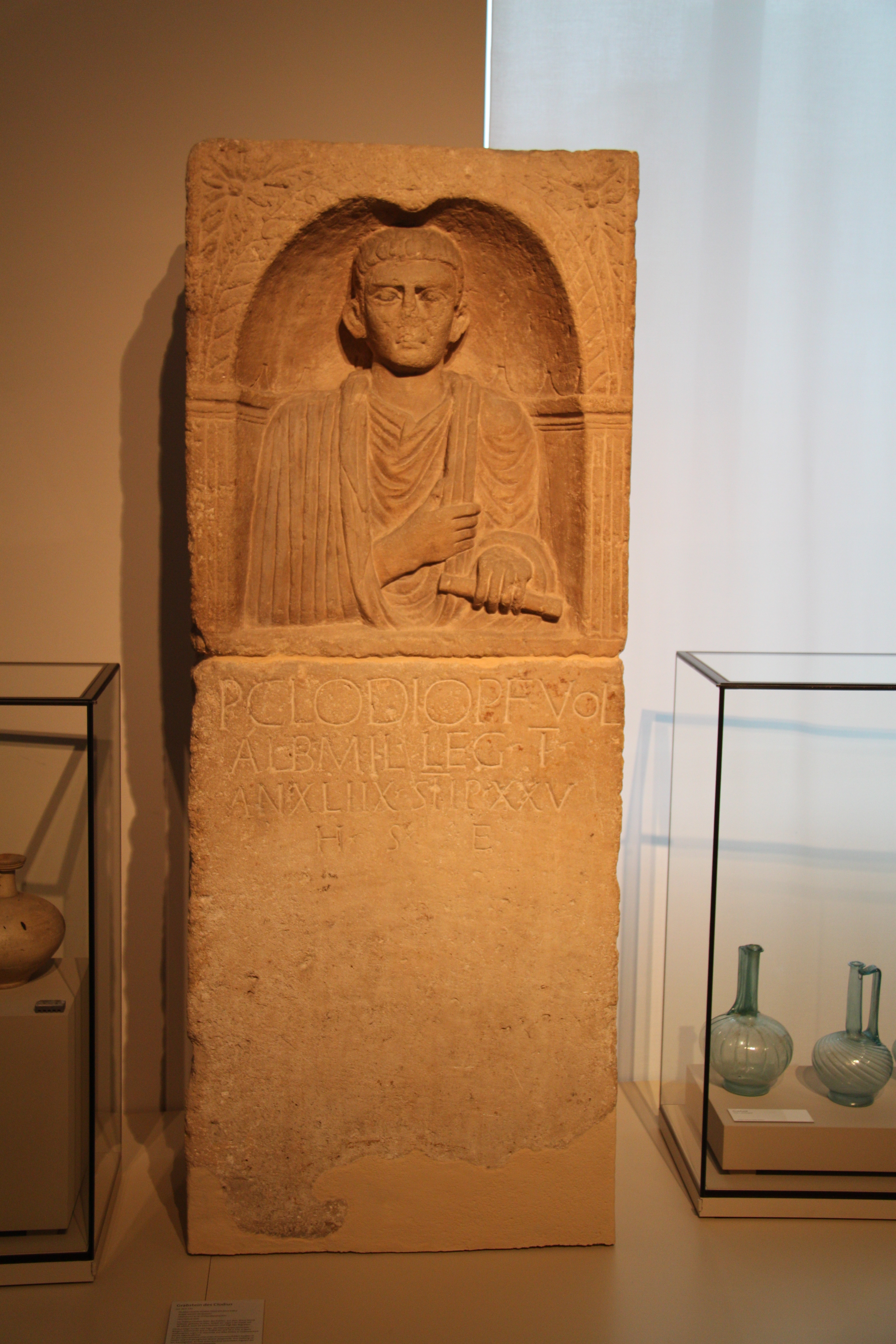
Надгробие Публия Клодия Альба, солдата I Германского легиона

Весной 48 года до н. э. легион получил боевое крещение в сражении у Диррахия. После того, как в 41 году до н. э. подразделение вошло в состав армии наследника Цезаря Октавиана, оно вплоть до 36 года принимало участие в войне с Секстом Помпеем.
После сражения при мысе Акций в 31 году до н. э., I Германский легион был передислоцирован в Тарраконскую Испанию приблизительно в 30 году до н. э. В этой провинции он вплоть до 16 года до н. э. принимал участие в кампаниях Октавиана Августа против кантабров. Кроме данного подразделения в конфликте был задействован ряд других легионов: II Августов, IV Македонский, V Жаворонков, VI Победоносный, IX Испанский, X Парный, XX Победоносный Валериев. В рассматриваемый период солдаты легиона вместе со своими товарищами из II Августова легиона участвовали в постройке города Колония Юлия Гемелла Акци в Тарраконской Испании. После войны с кантабрами ветераны I Германского легиона были поселены в италийском городе Луцерия, в испанском Барцино и мавританских Картеннах. Согласно одному предположению, в 19 году до н. э. легион был лишён почетного прозвища «Августов», который он носил до этого, за недостойное поведение.
Около 16 года до н. э. I легион был переброшен на германскую границу. Вполне вероятно, что он принимал участие в кампании Тиберия по разгрому Винделикии — кельтского царства, расположенного в верховьях Дуная. Тогда легион мог входить в состав римского войска в сражении на Боденском озере и за заслуги в этой битве получить прозвище «Германский». Возможно и другое допущение — в 16 году до н. э. подразделение участвовало в основании военного лагеря в Могонциаке. Позднее, в 12—9 годах до н. э. I легион принимал участие в походах пасынка императора Октавиана Августа Друза Старшего в Германии. Одна надпись указывает на присутствие солдат данного подразделения в районе Неймегена.
Летом 6 года I Германский легион вошёл в состав римской армии из 13 легионов, которую Тиберий предполагал повести на территорию современной Чехии для полного разгрома маркоманского царя Маробода. Однако неожиданно вспыхнувшее восстание в Иллирии, и необходимость отправить туда войска, вынудила его заключить с ним мир. После битвы в Тевтобургском лесу, окончившейся поражением римской армии, легат I Германского легиона Луций Ноний Аспренат приказал перебросить вверенное ему подразделение вместе с солдатами V легиона Жаворонков к Рейну, чтобы занять крепости Нижней Германии и предотвратить проникновение германских племен в Галлию.
С 9 по 16 год I Германский легион был, вероятно, размещен в городе Алтарь убиев. Известно точно, что на момент смерти Августа в 14 году он находился там, где кроме него было ещё несколько легионов, которые собрал легат Авл Цецина Север для похода против германцев. I легион принимал участие в мятеже германских легионов в 14 году. Примерно в это же время ветераны легиона были поселены в Реции. В 15 году подразделение принимало участие в кампании против хаттов и бруктеров. В следующем году легион был участником нового похода в Германию и сражался в битве при Идиставизо.
В 21 году вексилляции четырёх нижнегерманских легионов — I Германского, V Жаворонков, XX и XXI Стремительного под руководством трибуна I Германского легиона Торквата Новеллия Аттика приняли участие в подавлении восстания галльских племен андекавов и туронов, которых возглавляли Юлий Флор и Юлий Сакровир. Об истории I Германского легиона в последующие годы известно очень мало. В 30-х годах I века вексилляции I Германского и XX Валериева Победоносного легионов были размещены в нескольких километрах к югу от Колонии Агриппины в Старом замке. Около 35 года (по другой гипотезе, до 28 года) I Германский легион переведен в Бонну.

### Расформирование
В 67 году против правившего тогда императора Нерона поднял восстание наместник Лугдунской Галлии Гай Юлий Виндекс, которого поддержал правитель Тарраконской Испании Гальба. Но нижнегерманская армия (куда входил и I Германский легион) разгромила Виндекса. Однако в 68 году, после самоубийства Нерона, Гальба стал императором. Поначалу нижнегерманская армия признала его государем, но вскоре выдвинула своего претендента — Вителлия. I Германский легион первым признал его императором, что привлекло на сторону Вителлия все остальные легионы, дислоцировавшиеся тогда в Нижней Германии. Половина личного состава подразделения под руководством легата Фабия Валента выступила в поддержку Вителлия в Италию и сражалась на его стороне в битве при Кремоне. Дальнейшая судьба этих солдат неизвестна, но скорее всего они окончательно потерпели поражение в Иллирии наряду с другими войсками Вителлия.
Оставшаяся в Нижней Германии половина легиона под командованием Геренния Галла приняла участие в подавлении восстания батавов, но была ими разгромлена. После этого часть легиона во главе с Гордеонием Флакком отправилась против Цивилиса, а другая часть, ведомая Гаем Диллием Вокулой, на Могонциак. Но недовольные солдаты убили Вокулу и присягнули Цивилису. Однако вскоре из-за угрызений совести, легионеры отошли в земли медиоматриков и там присоединились к войску Квинта Петиллия Цериала. Под его началом они сражались против Цивилиса, которого сами же недавно считали своим начальником. Остатки легиона были сильно деморализованы, в битве у Трира они проявили себя хуже некуда. В итоге, I Германский легион был расформирован в 70 году по приказу императора Веспасиана, а его сохранившиеся части влиты в VII Парный легион.